# Широковский (Волгоградская область)
Широковский — опустевший хутор в Кумылженском районе Волгоградской области России. Входит в состав Слащёвского сельского поселения. Фактически — урочище.

## География
Расположен в западной части региона, в лесостепи, в пределах Хопёрско-Бузулукской равнины, являющейся южным окончанием Окско-Донской низменности, возле р. Едовля..
Абсолютная высота 67 метров над уровнем моря.

## Население
| 2010 |
| ---- |
| 0    |

## Инфраструктура
Было развито личное подсобное хозяйство.

## Транспорт
Просёлочные дороги.